# Спурий Ларций
Спурий Ларций Флав (на латински: Spurius Larcius Flavus) от етруския род Ларции, е римски консул през 506 пр.н.е. и 490 пр.н.е. Негови колеги са Тит Херминий Аквилин и Квинт Сулпиций Камерин Корнут.
През 507 пр.н.е. той се бие заедно с Хораций Кокъл и Тит Херминий против Порсена, като защитава водещия мост над Тибър към Рим. С колегата си се бият против етруските и събират житни резерви от Понтийските блата (Agro Pontino) в Лацио.
Неговият брат Тит Ларций Флав e консул през 501 пр.н.е. и 498 пр.н.е. и първият диктатор на Римската република през 501 пр.н.е.